# Cinara maculipes
Cinara maculipes är en insektsart som beskrevs av Hille Ris Lambers 1966. Cinara maculipes ingår i släktet Cinara och familjen långrörsbladlöss. Inga underarter finns listade i Catalogue of Life.